# Antocha (Antocha) microcera
Antocha (Antocha) microcera is een tweevleugelige uit de familie steltmuggen (Limoniidae). De soort komt voor in het Oriëntaals gebied.